# Fufius antillensis
Fufius antillensis är en spindelart som först beskrevs av F. O. Pickard-Cambridge 1898.  Fufius antillensis ingår i släktet Fufius och familjen Cyrtaucheniidae. Inga underarter finns listade i Catalogue of Life.